# Гебхард XXIV фон Алвенслебен
Гебхард XXIV фон Алвенслебен (на немски: Gebhard XXIV von Alvensleben; * 15 юни 1591, Лангенщайн; † 18 януари 1667, Хундисбург, Нойхалденслебен) е благородник от род Алвенслебен в Саксония-Анхалт.

## Произход
Той е син на Лудолф XIV фон Алвенслебен (1554 – 1626), господар на Хундисбург, и съпругата му Аделхайд фон Велтхайм (1569 – 1626), дъщеря на Ахац фон Велтхайм (1538 – 1588) и Маргарета фон Залдерн (1545 – 1615).
Той умира на 75 години на 18 януари 1667 г. в Хундисбург.

## Фамилия
Гебхард XXIV фон Алвенслебен се жени за Берта София фон Залдерн (* ок. 1610; † 3 юни 1670), дъщеря на Буркхард IX фон Залдерн (1568 – 1635) и Агнес фон дер Шуленбург (1578 – 1626), дъщеря на Вернер XVII фон дер Шуленбург (1541 – 1581) и Берта София фон Бартенслебен († 1606). Те имат децата:
- Аделхайд Агнес фон Алвенслебен (* 2 март 1636; † 12 януари 1668), омъжена на 7 юни 1657 г. в Хундисбург за фрайхер Александер III фон дер Шуленбург (* 23 септември 1616, Алтенхаузен; † 17 март 1683, Алтенхаузен)
- Йохан Фридрих III фон Алвенслебен (* 1647; † 1703), женен за Елизабет София фон Бюлов (1652 – 1698); родители на:
  - Фридрих Вилхелм фон Алвенслебен (1683 – 1752)